# Ицштет
Ицштет (њем. Itzstedt) општина је у њемачкој савезној држави Шлезвиг-Холштајн. Једно је од 95 општинских средишта округа Зегеберг. Према процјени из 2010. у општини је живјело 2.237 становника. Посједује регионалну шифру (AGS) 1060043.

## Географски и демографски подаци
Ицштет се налази у савезној држави Шлезвиг-Холштајн у округу Зегеберг. Општина се налази на надморској висини од 27 метара. Површина општине износи 7,1 km². У самом мјесту је, према процјени из 2010. године, живјело 2.237 становника. Просјечна густина становништва износи 314 становника/km².

## Међународна сарадња
| Мјесто      | Држава   | Врста сарадње | Од    |
| ----------- | -------- | ------------- | ----- |
| Верска Валд | Естонија | контакт       | 1995. |
| Извор       |          |               |       |